# 学校法人星美学園
学校法人星美学園（せいびがくえん）は、カトリックの女子修道会であるサレジアン・シスターズを母体とするミッションスクールを設置・運営する学校法人。

## 概要
- サレジアン・シスターズは、世界88ヶ国に1500余の支部を有している。

- 日本では姉妹校を含めて、東京、静岡、大阪、長崎、大分に8つの幼稚園、4つの小学校、5つの中高一貫校、1つの短期大学、および2つの福祉施設を有する。

## 年表
- 1872年　聖ヨハネ・ボスコ、聖マリア・マザレロにより創立。

## 校訓
清い心・たゆまぬ努力
勤勉純潔

## 創立記念日
- 5月24日には学園内で聖母行列が行われている。

## 運営校

### 短期大学
- 星美学園短期大学

### 中学校・高等学校
- サレジアン国際学園中学校・高等学校
- サレジアン国際学園世田谷中学校・高等学校（旧称：目黒星美学園中学・高等学校）

### 小学校
- 星美学園小学校
- サレジアン国際学園目黒星美小学校（旧称：目黒星美学園小学校）

### 幼稚園
- 星美学園幼稚園

## 関連法人

### 学校法人調布星美学園
- 調布星美幼稚園

### 学校法人長崎星美学園
- 長崎星美幼稚園

### 学校法人別府サレジオ学園
- カトリック海の星幼稚園
- 大分明星幼稚園

### 学校法人星美学園 (青森県)
- 星美幼稚園

### 学校法人星美学園 (静岡県)
- 静岡サレジオ中学校・高等学校
- 静岡サレジオ小学校
- 静岡サレジオ幼稚園